# Federico Zandomeneghi

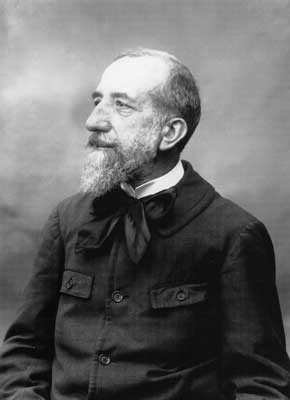
Federico Zandomeneghi

Federico Zandomeneghi (Venetië, 2 juni 1841 – Parijs, 31 december 1917) was een Italiaans kunstschilder. Hij wordt gerekend tot het impressionisme.

## Leven en werk

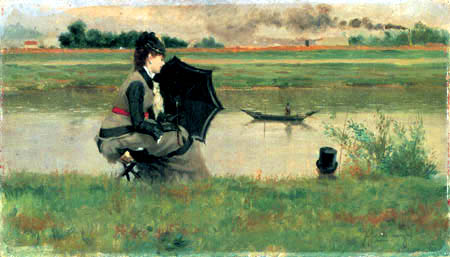
Aan de Seine, 1878

Zandomeneghi stamde uit een beroemde kunstenaarsfamilie: zijn vader Pietro en grootvader Luigi waren vooraanstaande beeldhouwers. Van 1856 tot 1859 studeerde hij aan de Venetiaanse kunstacademie. Tussen 1860 en 1862 nam hij deel aan de nationale beweging van Giuseppe Garibaldi en volgde hem naar Sicilië en Florence. In Florence sloot hij zich vervolgens aan bij de kunstenaarsbeweging van de Macchiaioli, kwam in contact met Telemaco Signorini, Giovanni Fattori en Giuseppe Abbati, en legde zich toe op het pleinairisme. Hij schilderde in een innovatieve stijl, levendig en spontaan, met veel aandacht voor het vangen van het licht, waarmee hij uiteindelijk tot de eerste exponenten van het impressionisme zou worden gerekend. Hij was bevriend met Diego Martelli.
Van 1866 tot 1874 woonde hij voornamelijk in Venetië, maar verbleef ook regelmatig in Rome en opnieuw Florence. Hij verdiende zijn geld onder andere ook met modetekenen. In 1874 verhuisde hij vervolgens naar Parijs, waar hij de rest van zijn leven zou blijven wonen. Hij kwam er in contact met de impressionisten, in wier stijl hij zich erg herkende. Hij raakte bevriend met Henri Toulouse-Lautrec en werd sterk beïnvloed door Edgar Degas en Pierre-Auguste Renoir, met name in zijn straat- en café-scènes. Tussen 1879 en 1886 exposeerde hij op de vierde, vijfde, zesde en achtste impressionistententoonstelling. Vanaf de jaren 1880 ging hij steeds vaker in pastel werken. Hij schilderde veel huiselijke taferelen en was ook succesvol als portrettist. Verder bleef hij ook in Parijs werken voor modebladen.
Nadat werk van Zandomeneghi in de jaren 1890 door kunsthandelaar Paul Durand-Ruel in de Verenigde Staten werd geïntroduceerd was hij ook daar succesvol. In zijn geboorteland Italië bleef hij echter tot lang na zijn dood relatief onbekend. Hij overleed in 1917, op 76-jarige leeftijd te Parijs.

## Portretten

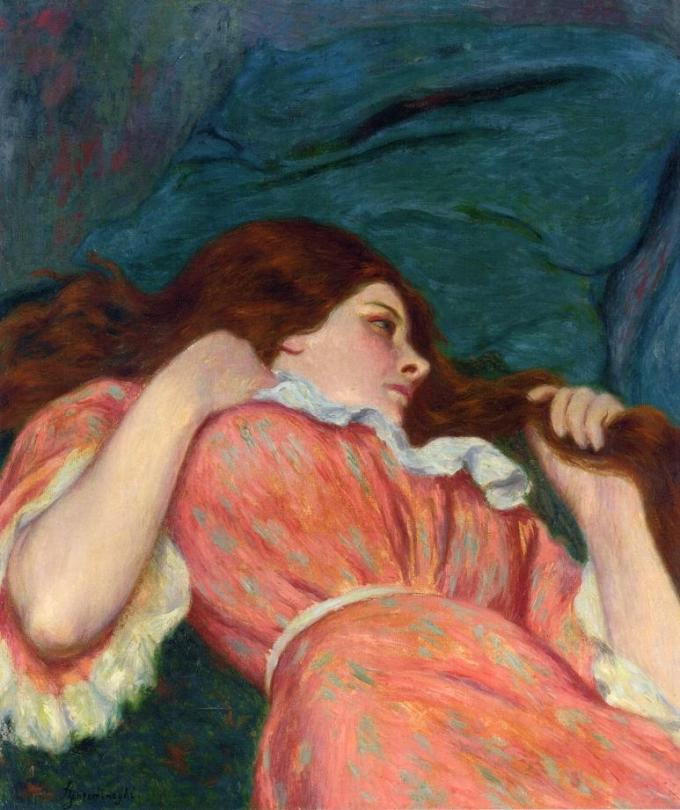
Traagheid
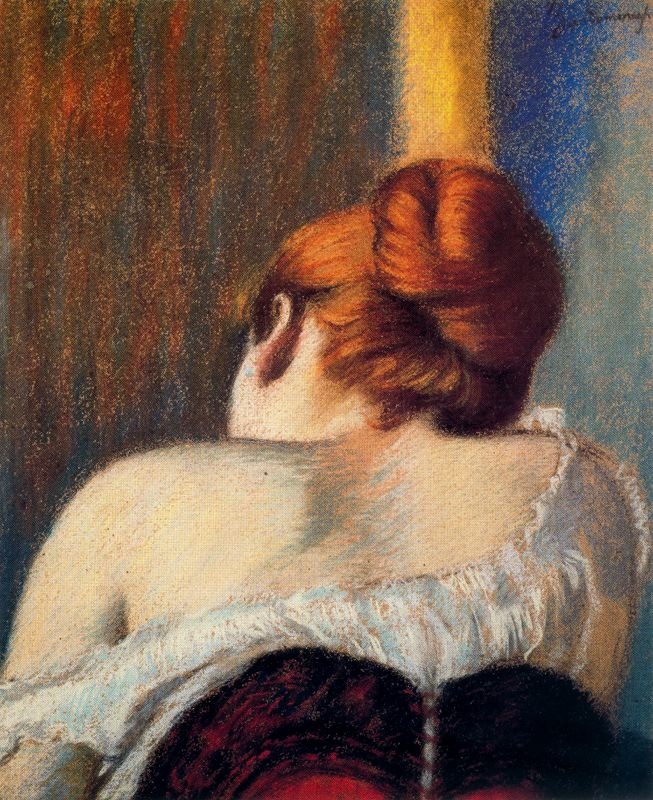
Vrouw in corset
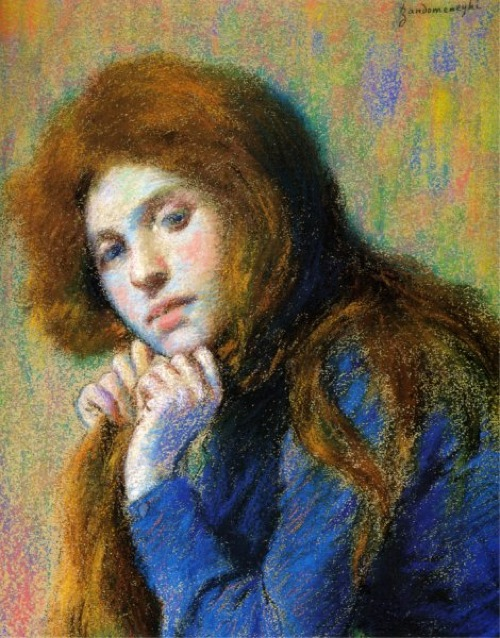
Mathilde
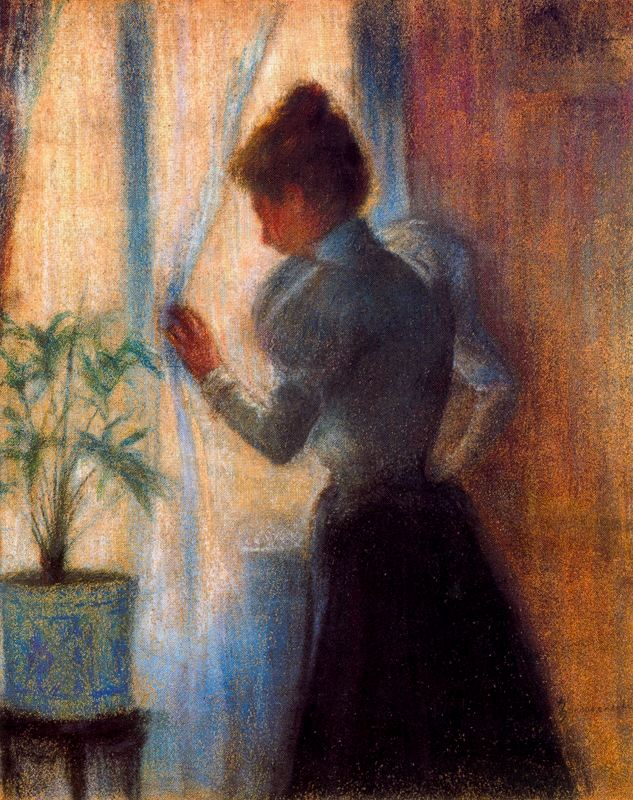
Aan het raam
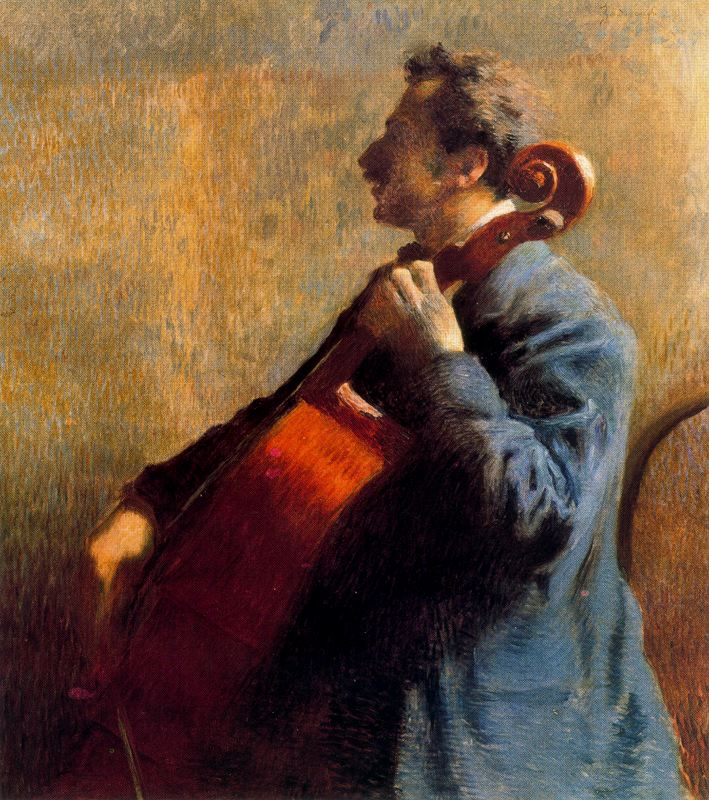
De cellist
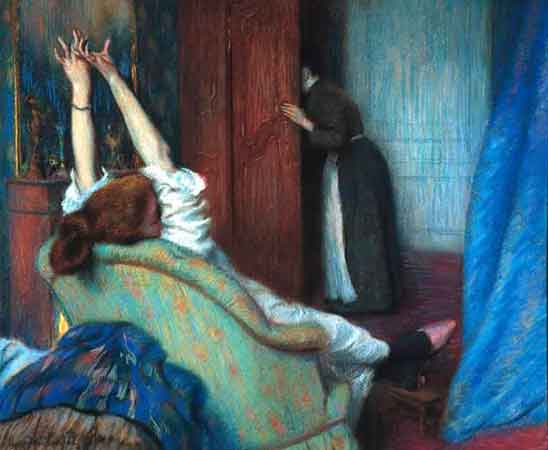
Ontwaken
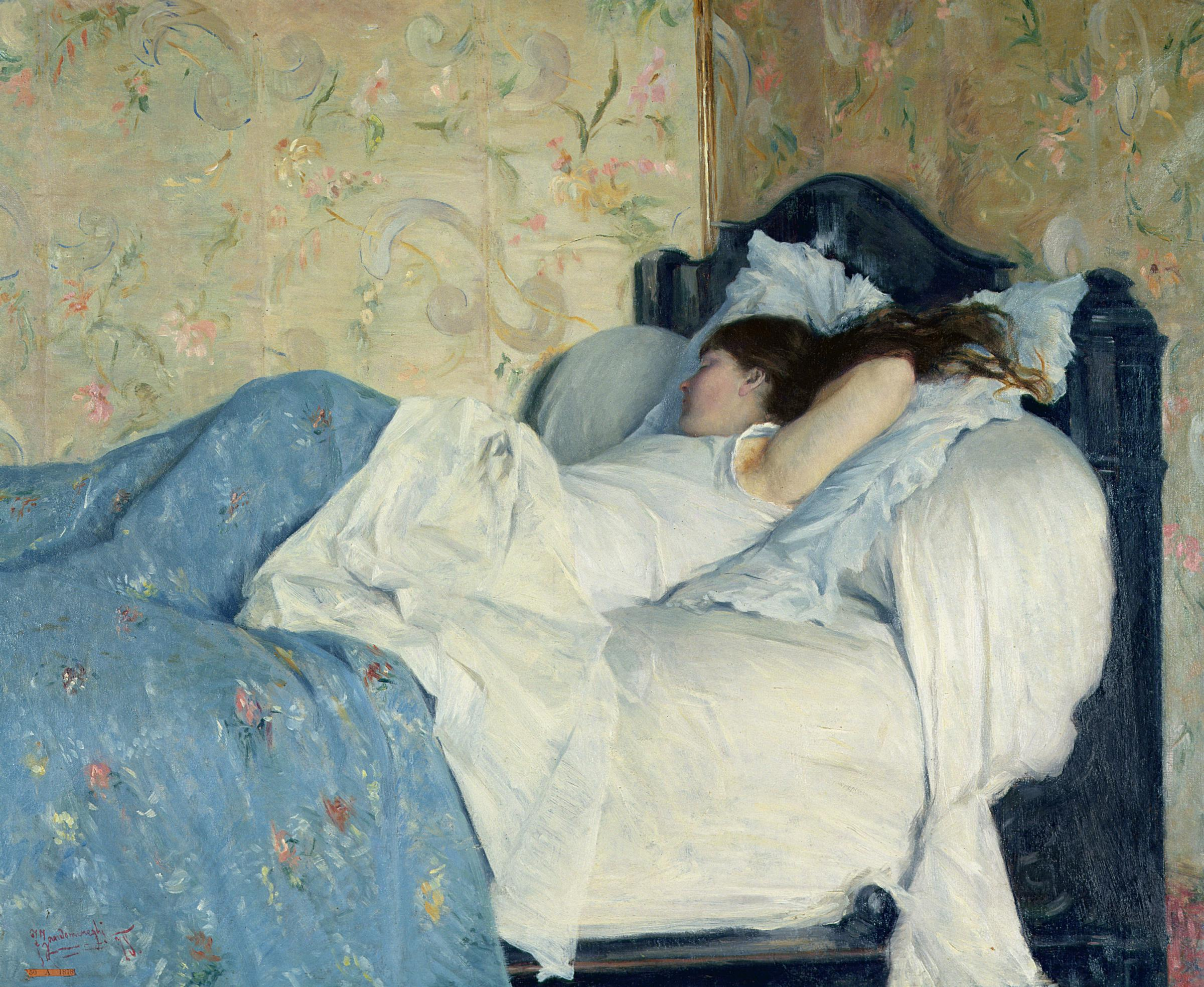
In bed
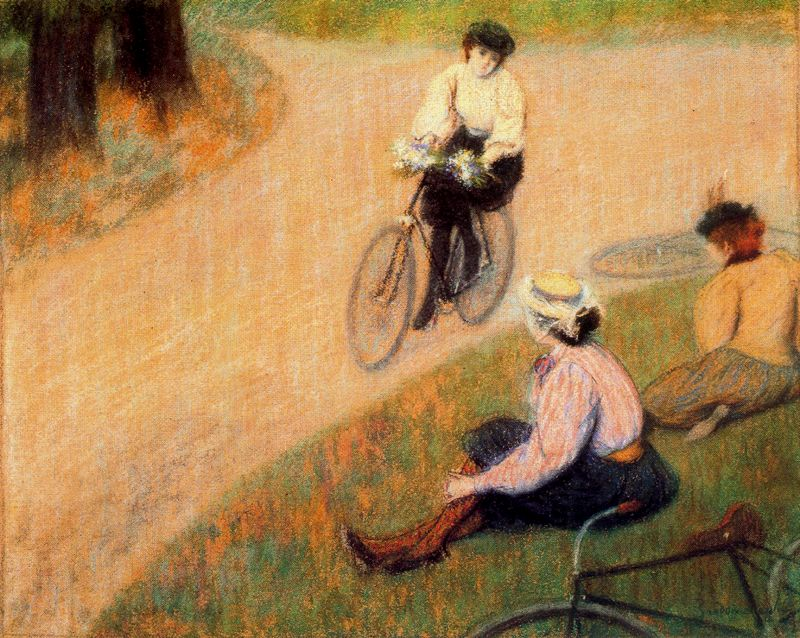
Fietsen
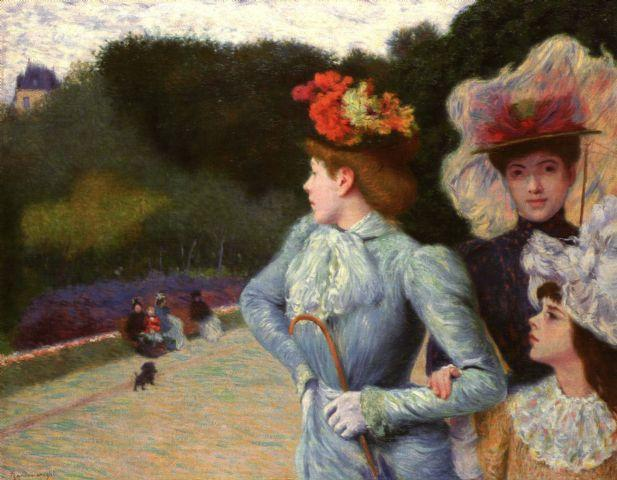
Wandeling
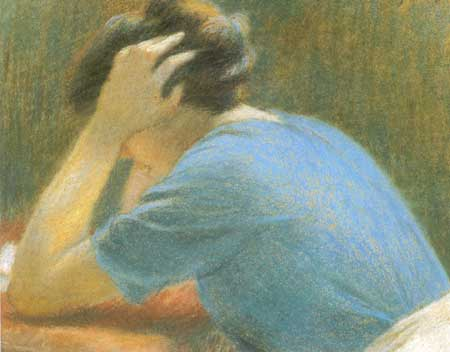
Interessante brief